# Aleksandăr Stamboliiski, Dobrici
Aleksandăr Stamboliiski (în bulgară Александър Стамболийски, în română Simionovna) este un sat în comuna Gheneral-Toșevo, regiunea Dobrici, Dobrogea de Sud, Bulgaria. 
Între anii 1913-1940 a făcut parte din plasa Casim a județului Caliacra, România. 
Vasile Stroescu în lucrarea Dobrogea nouă pe căile străbunilor nota: Pe vremuri trăia un turc, renumit în tăbăcărie. Din satele vecine veneau și cumpărau piele bună, ori aduceau diferite piei la tăbăcit. De la ocupațiunea acestui turc s-a dat numele și satului, Sahtianlâc. Bulgarii în timpurile din urmă l-au denumit Simionovo, după primul locuitor bulgar Simionov. E situat pe valea ce duce la Bilo și pe dealuri cu înălțime până la 10 metri. Spre Spasovo sunt 4 movile, iar spre Bilo 3. Se învecinează la răsarit cu Ismailchioiu și Geaferfacâ, la apus cu Spasovo, la miazănoapte cu Bejanovo și la miazăzi cu Bilo. Satul Aleksandar Stamboliyski este situat în Dobrogea de Sud, regiunea de coastă, la 52 km nord-est de centrul regional, orașul Dobrich, și la 33 km de centrul municipal, orașul General-Toșevo, la 37 km nord-vest de orașul Șabla, la 5,6 km sud-vest de satul Bezhanovo și la 6,8 km sud-est de satul Spasovo. La aproximativ 8 km în linie dreaptă spre nord se află granița cu România, iar la 18 km est se află satul Durankulak. Este situat în Câmpia Dunării de Est, pe un teritoriu cu relief ușor deluros. Prin părțile sale joase din sud trece valea adâncă și aridă (valea seacă) „Suhoto dere”, venind dinspre vest prin satele Velikovo, Sirakovo, Sarnino și trecând spre nord pe lângă satul Bezhanovo și pe teritoriul românesc. În partea sa de nord-vest, în zonele cele mai joase ale văii, există fântâni abandonate de mult timp cu apă potabilă, fiecare având o adâncime de aproximativ 80 m, cu structuri din beton armat sau metalice deasupra deschiderii fiecăreia dintre ele pentru a preveni rănirea sau decesul. Altitudinea în centrul satului este de aproximativ 84 m. Clima este moderat continentală. La nord, un drum municipal asfaltat de aproximativ 2 km leagă satul de drumul republican de clasa a treia III-2904, care duce spre est prin satele Bezhanovo, Zahari Stoyanovo și Staevtsi până la satul Durankulak, iar la vest - prin satele Spasovo, Rogozina și Chernookovo până la satul Kardam și o legătură acolo cu drumul republican de clasa a doua II-29, care duce spre nord până la granița cu România și Punctul de Frontieră (PTF) Kardam, iar spre sud prin orașul General Toșevo până la orașul Varna. Solurile fertile și clima potrivită din regiune favorizează dezvoltarea agriculturii și a creșterii animalelor. Caracteristic pentru masivele de terenuri agricole din sat este prezența fâșiilor forestiere de protecție a câmpurilor cu o lățime de 10-12 m până la aproximativ 30 m de-a lungul marginilor unei mari părți din acestea. Terenul satului Aleksandar Stamboliyski se învecinează cu terenurile: satului Spasovo la nord-vest și nord; satului Bezhanovo la nord și nord-est; satului Chernomortsi la est; satului Bilo la sud; satului Septemvriytsi la sud; satului Belgun la sud-vest; satului Sarnino la vest.

## Demografie
Componența etnică a satului Aleksandăr Stamboliiski
     Bulgari (90%)
     Nicio identificare (10%)
     Altele (0%)
La recensământul din 2011, populația satului Aleksandăr Stamboliiski era de 30 locuitori. Din punct de vedere etnic, majoritatea locuitorilor (90,0%) erau bulgari. Pentru 10,0% din locuitori nu este cunoscută apartenența etnică.